# 金子成人
金子 成人（かねこ なりと、1949年1月15日 - ）は、日本の脚本家、作家。長崎県佐世保市出身。

## 来歴
長崎県立佐世保南高等学校卒業後、サラリーマン生活を送りながらシナリオ研究所に入り、倉本聰に師事。1972年に『おはよう』（TBS）の一篇で脚本家デビューするも、新聞の論評では酷評される結果となり、バーテンや八千草薫のお抱え運転手などのアルバイトと並行しながら日活ロマンポルノなどを執筆し修行生活を送る。1974年に『太陽にほえろ!』のプロット募集に入選し、翌年より『前略おふくろ様』にサブライターとして参加。1976年に執筆した石原プロモーション製作ドラマ『大都会 闘いの日々』の第24話「急行十和田2号」が向田邦子に認められ、向田を通じて制作会社とのコネクションを築く。その後は『大都会 PARTII』『大追跡』などの刑事アクション物の執筆を経て頭角を表し、1979年、中学生の自殺問題を扱った藤原審爾の同名著書を原作とする単発ドラマ『死にたがる子』（NHK）が第6回放送文化基金賞ドラマ部門本賞を受賞。以後、時代劇や大型ドラマなどを多数執筆し、1997年には『魚心あれば嫁心』および『終わりのない童話』で向田邦子賞を受賞した。2000年代以降は時代劇作品の脚本を主に執筆するほか、時代小説にも進出している。

## 人物像
- 『別冊宝島』（144）の「シナリオ入門」（1999年刊行）に掲載された脚本家アンケートによると、脚本家になるきっかけになったのは成瀬巳喜男に弟子入りを志願した時、「監督になりたいなら脚本を勉強しなさい」と言われたからという。

## 代表作品

### テレビドラマ
- 太陽にほえろ! 第126話「跳弾」（1974年、日本テレビ）
- 前略おふくろ様第1シリーズ（1975年、日本テレビ）
- 愛のサスペンス劇場 「再会 ふるさとさむく」（1976年、日本テレビ）
- 大都会 闘いの日々（1976年、日本テレビ）
- 大都会 PARTII（1977年、日本テレビ）
- 俺たちの祭（1977年、日本テレビ）
- 大追跡（1978年、日本テレビ）
- 浮浪雲（1978年、テレビ朝日）
- 大都会 PARTIII（1978年、日本テレビ）
- 死にたがる子（1979年、NHK総合）
- 体験時代（1979年、東京12チャンネル）
- 風神の門（1980年、NHK総合）
- 警視庁殺人課（1981年、テレビ朝日）
- 美しい悪魔たち（1981年、テレビ朝日）
- プロハンター（1981年、日本テレビ）
- 茜さんのお弁当（1981年、TBS）
- 池中玄太80キロII（1981年、日本テレビ）
- あんちゃん（1982年、日本テレビ）
- 田中丸家御一同様（1982年、日本テレビ）
- 別れていい友（1983年、フジテレビ）
- 西部警察PARTIII（1984年、テレビ朝日）
- 25才たち・危うい予感（1984年、日本テレビ）
- 真田太平記（1985年、NHK総合）
- 花嫁人形は眠らない（1986年、TBS）
- 連続テレビ小説チョッちゃん（1987年、NHK総合）
- 月曜ドラマランド 藤子不二雄の夢カメラ「不思議少女・サヨコ」（1987年、フジテレビ）
- ベイシティ刑事（1987年、テレビ朝日）
- 風よ、鈴鹿へ（1988年、TBS）
- キツイ奴ら(1989年、TBS)
- 土曜ドラマスペシャル 向田邦子特別企画「わが母の教えたまいし」（1989年、TBS）
- 明日はアタシの風が吹く（1989年、日本テレビ）
- 向田邦子新春スペシャル「隣の神様」（1990年、TBS）
- お父さん（1990年、日本テレビ）
- 向田邦子新春シリーズ 「女正月」（1991年、TBS）
- 松本清張作家活動40周年記念 西郷札（1991年、TBS）
- 向田邦子10周年メモリアル「新・寺内貫太郎一家」（1991年、TBS）
- 向田邦子新春シリーズ 「華燭」（1992年、TBS）
- 向田邦子新春シリーズ 「家族の肖像」（1993年、TBS）
- 腕におぼえあり3（1993年、NHK）
- 松本清張一周忌特別企画 或る『小倉日記』伝（1993年、TBS）
- 向田邦子新春シリーズ 「いとこ同志」（1994年、TBS）
- 向田邦子新春シリーズ 「風を聴く日」（1995年、TBS）
- 御家人斬九郎（1995年 - 2002年、フジテレビ）
- 連続テレビ小説走らんか!（1995年、NHK総合）
- 向田邦子新春シリーズ 「空の羊」（1997年、TBS）
- 月曜ドラマスペシャル「叫ぶ骨 -札幌・大沼・羊蹄山殺人行-」（1997年、HBC / TBS）
- 向田邦子新春シリーズ 「風を聴く日」（1998年、TBS）
- 天城越え（1998年、TBS）
- 終わりのない童話（1998年、TBS）
- 物書同心いねむり紋蔵（1998年、NHK）
- 向田邦子ドラマスペシャル「寺内貫太郎一家'98秋」（1998年、TBS）
- 魚心あれば嫁心（1998年、テレビ東京）
- 向田邦子新春スペシャル「小鳥のくる日」（1999年、TBS）
- はれ時々くもり（1999年、TBS）
- 向田邦子ドラマスペシャル　「寺内貫太郎一家2000」（2000年、TBS）
- 月曜ドラマスペシャル 風立ちぬ（2001年、TBS）
- 金曜時代劇『茂七の事件簿 ふしぎ草紙』シリーズ（2001年 - 2003年、NHK総合）
- 大河ドラマ 義経（2005年、NHK総合）
- 敵は本能寺にあり（2007年、テレビ朝日）
- 新春ワイド時代劇 寧々〜おんな太閤記（2009年、テレビ東京）
- 鬼平犯科帳スペシャル 高萩の捨五郎（2010年、フジテレビ）
- 刑事定年（2010年、BS朝日）
- 水戸黄門（2010年、TBS）
- 正月時代劇 隠密秘帖（2011年、NHK総合）
- 鬼平外伝 夜兎の角右衛門（2011年、時代劇専門チャンネル）
- 土曜時代劇 隠密八百八町（2011年、NHK総合）
- 新春ワイド時代劇 忠臣蔵〜その義その愛（2012年、テレビ東京）
- 鬼平外伝 熊五郎の顔（2012年、時代劇専門チャンネル）
- 土曜ドラマスペシャル  永遠の泉（2012年、NHK総合）
- BS時代劇 猿飛三世（2012年、NHK BSプレミアム）
- 鬼平外伝 正月四日の客（2013年、時代劇専門チャンネル）
- BS時代劇 妻は、くノ一（2013年、NHK BSプレミアム）
- 闇の狩人（2014年、時代劇専門チャンネル）
- スペシャルドラマ 陰陽師（2015年、テレビ朝日）
- クロスロード（2016年、NHK BSプレミアム）
- 藤沢周平新ドラマシリーズ「橋ものがたり－吹く風は秋－」（2017年、BSスカパー!）
- 闇の歯車（2019年、時代劇専門チャンネル）

### 劇場映画
- 男女性事学 個人授業（1974年、日活）
- 桃尻娘 ピンク・ヒップ・ガール（1978年、日活）
- 白く濡れた夏（1979年、にっかつ）
- タスマニア物語（1990年、フジテレビジョン）
- 第1回欽ちゃんのシネマジャック「元禄女太陽伝」（1993年、ゆまにて=シネマ・パラダイス）
- HOME 愛しの座敷わらし（2012年、東映=テレビ朝日 ほか）

### OVA
- 藤子・F・不二雄SF（すこしふしぎ）短篇シアター カンビュセスの籤（1991年、小学館=東宝=アニメーション21）

### 小説
- 『かなかなむしは天の虫』現代出版、1987年2月。ISBN 4-87597-311-X。
- 『スキッと一心太助 ドラマ小説』日本放送出版協会、1999年10月。ISBN 4-14-005331-3。
- 『隠密八百八町』角川書店〈角川文庫〉、2011年2月。ISBN 978-4-04-394415-6。梶本惠美、横山一真、藍川慶次郎との共著。
- 『隠密秘帖』角川書店〈角川文庫〉、2011年3月。ISBN 978-4-04-394420-0。藍川慶次郎との共著。

付添い屋・六平太シリーズ
- 『付添い屋・六平太 1 龍の巻 留め女』小学館〈小学館文庫〉、2014年6月。
- 『付添い屋・六平太 2 虎の巻 あやかし娘』小学館〈小学館文庫〉、2014年6月。
- 『付添い屋・六平太 3 鷹の巻 安囲いの女』小学館〈小学館文庫〉、2014年11月。
- 『付添い屋・六平太 4 鷺の巻 箱入り娘』小学館〈小学館文庫〉、2015年3月。
- 『付添い屋・六平太 5 玄武の巻 駆込み女』小学館〈小学館文庫〉、2015年7月。
- 『付添い屋・六平太 6 朱雀の巻 恋娘』小学館〈小学館文庫〉、2015年11月。
- 『付添い屋・六平太 7 鳳凰の巻 強つく女』小学館〈小学館文庫〉、2016年3月。
- 『付添い屋・六平太 8 麒麟の巻 評判娘』小学館〈小学館文庫〉、2016年7月。
- 『付添い屋・六平太 9 獏の巻 噓つき女』小学館〈小学館文庫〉、2016年11月。
- 『付添い屋・六平太 10 天狗の巻 おりき』小学館〈小学館文庫〉、2017年3月。
- 『付添い屋・六平太 11 姑獲鳥の巻 女医者』小学館〈小学館文庫〉、2018年9月。
- 『付添い屋・六平太 12 鵺の巻 逢引き娘』小学館〈小学館文庫〉、2019年5月。
- 『付添い屋・六平太 13 妖狐の巻 願掛け女』小学館〈小学館文庫〉、2020年2月。
- 『付添い屋・六平太 14 猫又の巻 祟られ女』小学館〈小学館文庫〉、2020年10月。

若旦那道中双六シリーズ
- 『てやんでぇ!』双葉社〈双葉文庫〉、2016年12月。
- 『すっとこどっこい!』双葉社〈双葉文庫〉、2017年5月。
- 『べらぼうめ!』双葉社〈双葉文庫〉、2018年5月。
- 『なんてこったい!』双葉社〈双葉文庫〉、2019年1月。
- 『あばよっ!』双葉社〈双葉文庫〉、2019年8月。

追われものシリーズ
- 『破獄』幻冬舎〈幻冬舎文庫〉、2017年6月。
- 『孤狼』幻冬舎〈幻冬舎文庫〉、2018年12月。
- 『標的』幻冬舎〈幻冬舎文庫〉、2019年6月。
- 『再会』幻冬舎〈幻冬舎文庫〉、2019年12月。

脱藩さむらいシリーズ
- 『脱藩さむらい 1』小学館〈小学館文庫〉、2018年9月。ISBN 978-4-09-406555-8。
- 『脱藩さむらい 2 蜜柑の櫛』小学館〈小学館文庫〉、2019年2月。ISBN 978-4-09-406606-7。
- 『脱藩さむらい 3 抜け文』小学館〈小学館文庫〉、2019年11月。ISBN 978-4-09-406709-5。
- 『脱藩さむらい 4 切り花』小学館〈小学館文庫〉、2020年6月。ISBN 978-4-09-406784-2。

ごんげん長屋つれづれ帖シリーズ
- 『ごんげん長屋つれづれ帖 1 かみなりお勝』双葉社〈双葉文庫〉、2020年10月。ISBN 978-4-575-67023-3。
- 『ごんげん長屋つれづれ帖 2 ゆく年に』双葉社〈双葉文庫〉、2021年3月。ISBN 978-4-575-67043-1。
- 『ごんげん長屋つれづれ帖 3 望郷の譜』双葉社〈双葉文庫〉、2021年9月。ISBN 978-4-575-67070-7。

かぎ縄おりんシリーズ
- 『かぎ縄おりん』小学館〈小学館文庫〉、2021年6月。ISBN 978-4-09-407033-0。
- 『初手柄 かぎ縄おりん』小学館〈小学館文庫〉、2021年8月。ISBN 978-4-09-407045-3。

### 随筆
- 『さらば青春 こんなセリフが書きたくて』扶桑社〈扶桑社文庫〉、1994年6月。ISBN 978-4-594-01449-0。

## 受賞歴
- 第16回向田邦子賞（1997年度）[3]
- 第7回橋田賞（1999年度）[4]